# Égligny
Égligny település Franciaországban, Seine-et-Marne megyében. Lakosainak száma 313 fő (2022. január 1.). Égligny Vimpelles, Balloy, Châtenay-sur-Seine, Donnemarie-Dontilly, Gurcy-le-Châtel és Montigny-Lencoup községekkel határos.

## Népesség
A település népességének változása:
| Lakosok száma | 319  | 330  | 339  | 331  | 327  | 323  | 320  | 316  | 313  |
|               | 2013 | 2015 | 2016 | 2017 | 2018 | 2019 | 2020 | 2021 | 2022 |